# ناحیه فرخار

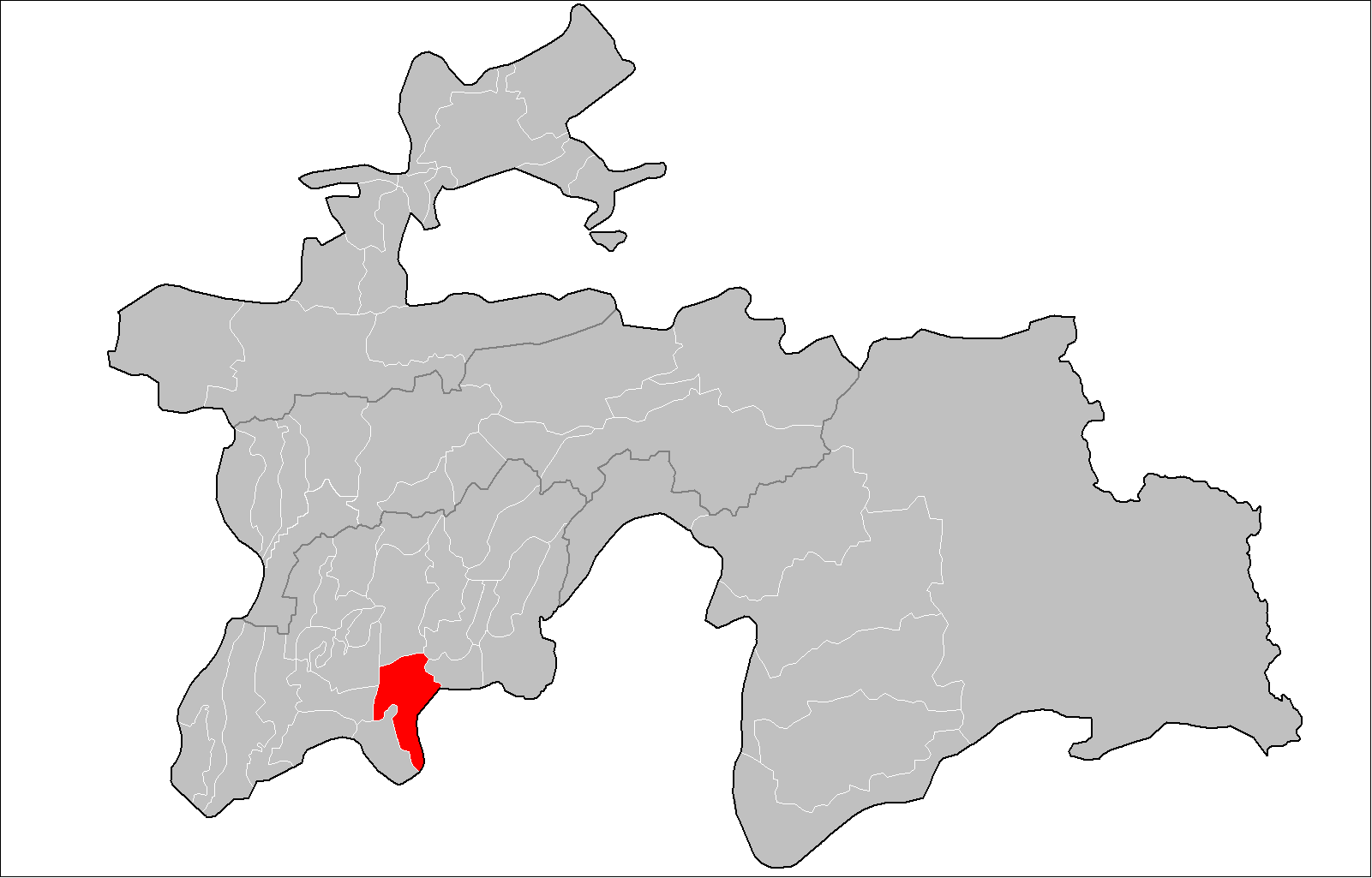
محل ناحیهٔ فرخار در تاجیکستان

ناحیهٔ فَرخار (به فارسی‌تاجیکی: Ноҳияи Фархор) یکی از ناحیه‌های اداری (شهرستان‌های) ولایت ختلان است و در جنوب جمهوری تاجیکستان جای دارد.
این ناحیه در ۲۳ نوامبر سال ۱۹۳۰ در بخشی از ولایت کولاب در جمهوری شوروی سوسیالیستی تاجیکستان تأسیس شد.
مرکز این ناحیه شهر فرخار است که در کنار رود پنج، و در ۹۶ کیلومتری جنوب‌شرقی شهر باختر و ۲ کیلومتر دورتر از ایستگاه راه‌آهن قرار دارد. از فرخار تا دوشنبه ۱۹۸ کیلومتر راه است. شهر فرخار یک فرودگاه و یک کارخانهٔ پنبه دارد.

## جایگاه
ناحیهٔ فرخار با مساحت ۱٬۱۳۸٫۱ کیلومتر مربع در درهٔ رود پنج در مرز با افغانستان جای دارد. در شمال با ناحیهٔ دَنغَره و واسع، در شرق با ناحیهٔ همدانی، در غرب با ناحیهٔ وخش و رومی و در جنوب با ناحیهٔ پنج از ناحیه‌های ولایت ختلان و ولسوالی درقد از بخش‌های ولایت تخار در افغانستان هم‌مرز است.

## مردم
مردم فرخار به زبان‌های فارسی‌تاجیکی و ازبکی سخن می‌گویند. بر پایهٔ آمار سال ۲۰۰۸ م. ناحیهٔ فرخار ۹۵٬۰۴۰ تن جمعیت داشته‌است.
فرماندار فرخار از سوی رئیس‌جمهوری تاجیکستان تعیین می‌شود. نهاد قانونگزار ناحیهٔ فرخار مجلس نمایندگان خلقی می‌باشد که آن‌را رأی‌دهندگان ناحیهٔ فرخار برای ۵ سال انتخاب می‌کنند.

## بخش‌بندی
بر اساس قانون تقسیمات کشوری ناحیهٔ فرخار ۱ شهرک و ۷ جماعت (بخش) دارد.
| جماعت‌های ناحیهٔ فرخار |        |
| جماعت (بخش)          | جمعیت  |
| وطن                  | ۱۶٬۷۴۹ |
| غیرت                 | ۱۱٬۹۲۰ |
| فرخار                | ۱۹٬۳۳۸ |
| ظفر                  | ۹٬۲۶۳  |
| گلشن                 | ۹٬۰۶۶  |
| دهقان‌اریق            | ۹٬۰۷۶  |
| درغد                 | ۹٬۲۷۰  |
| کامزامال‌آباد         | ۱۰٬۳۵۸ |
| غلبه                 |        |